# Публий Ювентий Цельс (консул 129 года)
Пу́блий Юве́нтий Цельс (лат. Publius Iuventius Celsus, полное имя — Публий Ювентий Цельс Тит Ауфидий Гоэний Севериан (лат. Publius Iuventius Celsus Titus Aufidius Hoenius Severianus); родился, приблизительно, в 70-х гг. — умер после 130 года) — римский государственный деятель и правовед из плебейского рода Ювентиев, консул-суффект 115 года и ординарный консул 129 года. В юридической литературе часто именуется как «Цельс Младший» или «Цельс-сын», так как являлся сыном известного юриста времён правления императора Нерона, носившего такое же имя.

## Биография
Публий Ювентий принадлежал к знатному плебейскому роду, происходившему, предположительно, из Тускула, что на севере Италии. Как и его отец, который носил такое же имя, Публий относился к «прокульянцам» — одной из крупнейших римских юридических «школ». В дальнейшем именно Публий Ювентий возглавит её после смерти своего отца и станет её последним выдающимся представителем.
В историографии рождение Публия Ювентия относят, приблизительно, к 70-м годам. Позднее, в 106 или 107 году, он станет претором при Нерве, наместником Фракии до 114 года, дважды консулом (при Траяне и Адриане), а также проконсулом азиатской провинции. Входил в личный совет императора Адриана.
Цельс считается одним из выдающихся представителей римской юриспруденции, с оригинальным, творческим и независимым складом ума.
Он находил удовольствие в разрешении юридических проблем и оставил после себя сборник их решений (Digestorum libri XXXIX). В его состав вошли предположительно уже изданные ранее более мелкие сборники (Commentarii, Epistolae, Quaestiones). В качестве консула Цельс был инициатором постановления Сената о делах по наследству, которое получило его имя (Senatus Consultum Iuventianum, 129 г.).
Главный труд Цельса — «Дигесты», расположенные по системе «Edictum perpetuum». Из произведений Цельса сохранилось 142 фрагмента (места) из «Пандект» — Дигест Юстиниана (Corpus iuris civilis) и различные изречения, цитированные позднейшими авторами.
Стиль Цельса лаконичен, ему принадлежит не одна законченная и сжатая формулировка, например, известное определение права: «лат. Jus est ars boni et aequi» (Право — искусство добрых и справедливых поступков). Отличительная черта его трудов — «необыкновенное изящество изложения». В дигестах его мысли часто передаются с прибавкой: «ut eleganter Celsus inquit».
Многие шаги на пути дальнейшего развития римского права сделаны по его почину. Яркий пример в этом отношении представляет 18 pr. D. 41, 2. Римское право едва только овладело новой для него тогда идеей владения через представителя, как Цельс сделал еще шаг вперёд в области умственных операций над юридической материей, установив так называемое constitutum possessorium, где хотя и происходит переход владения с одного лица на другое, но по обоюдному согласию сторон прежний владелец продолжает владеть вещью не suo nomine, a для нового приобретателя.